# Jules François Paré
Pour les articles homonymes, voir Paré.
Jules-François Paré (1755-1819) est un homme politique français, ministre de l'intérieur pendant la Révolution française.

## Biographie

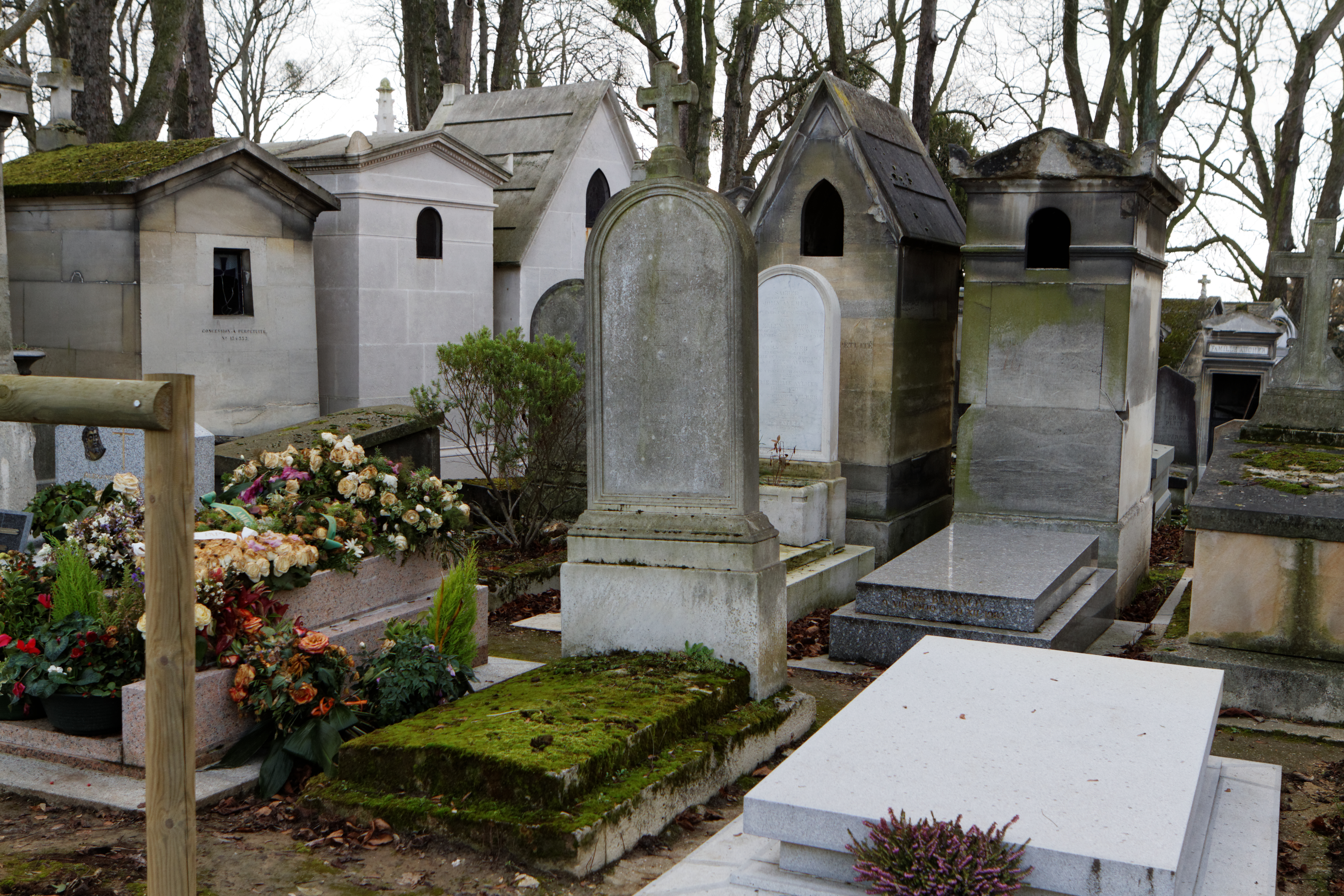
Tombe au cimetière du Père-Lachaise.

Il naît à Rieux (Marne) le 11 août 1755 dans une famille modeste. Son père, charpentier, ne peut lui fournir qu'une éducation primaire. 
Il se lie d'amitié avec Danton au Collège des Oratoriens de Troyes, et devient par la suite maître-clerc chez celui-ci à Paris, alors qu'il est avocat aux conseils du roi. Lorsque la révolution éclate, il en adopte avec modération les principes, et obtient, grâce à la protection de son employeur, un poste de commissaire départemental. Il est élu en 1793 secrétaire du conseil exécutif provisoire.
Nommé ministre de l'intérieur le 20 août 1793, en remplacement de Garat, il se montre en dessous de sa tâche et est dénoncé comme « un nouveau Roland » par Hébert et Vincent, et comme un dantoniste par Couthon. Il démissionne de son poste le 5 avril 1794 (16 germinal an II), jour de la mort de son protecteur, Danton, guillotiné.
Il se tient alors prudemment à l'écart des affaires nationales. En l'an IV, il est nommé commissaire du Directoire auprès du département de la Seine, puis administrateur des hôpitaux militaires.
Sous l'Empire, il vit dans une petite propriété qu'il possède dans son pays natal, et reste éloigné des affaires publiques.
Il meurt à Paris le 29 juillet 1819 et est inhumé au cimetière du Père-Lachaise (49e division).

## Sources
- « Jules François Paré », dans Adolphe Robert et Gaston Cougny, Dictionnaire des parlementaires français, Edgar Bourloton, 1889-1891 [détail de l’édition]
- « Paré (Jules François) », Jean Tulard, Jean-François Fayard et Alfred Fierro, Histoire et dictionnaire de la Révolution française. 1789–1799, Paris, éd. Robert Laffont, coll. « Bouquins », 1987, 1998 [détail des éditions] (ISBN 978-2-221-08850-0), p. 1019